# Pseudopeziza medicaginis
Pseudopeziza medicaginis (Lib.) Sacc.) – gatunek grzybów z rodziny Drepanopezizaceae. Pasożyt lucerny, wraz z gatunkiem Pseudopeziza trifolii wywołujący chorobę o nazwie kustrzebka koniczyny.

## Systematyka i nazewnictwo
Pozycja w klasyfikacji według Index Fungorum: Pseudopeziza, Drepanopezizaceae, Helotiales, Leotiomycetidae, Leotiomycetes, Pezizomycotina, Ascomycota, Fungi.
Po raz pierwszy takson ten zdiagnozowała w 1832 r. Marie-Anne Libert, nadając mu nazwę Phacidium medicaginis. Obecną, uznaną przez Index Fungorum, nazwę nadał mu w 1887 r. Pier Andrea Saccardo. 
Synonimy:
- Phacidium medicaginis Lib. 1832
- Phyllachora medicaginis Sacc. 1873
- Pseudopeziza medicaginis (Lib.) Sacc. 1887 f. medicaginis
- Pseudopeziza trifolii f. medicaginis (Lib.) Rehm 1891

## Cykl rozwojowy
Grzyb mikroskopijny, saprotrof i pasożyt obligatoryjny. Zimuje na opadłych na ziemię liściach lucerny. Na tym etapie swojego rozwoju jest saprotrofem. Pod skórką górnej powierzchni porażonych liści tworzy apotecja o średnicy 350 μm. Znajdują się w nich 8-zarodnikowe, zgrubiałe worki o rozmiarach 70 × 10 μm. Pomiędzy workami nitkowate, bezbarwne i rozszerzone na końcach wstawki o długości do 75 μm. W workach powstają bezbarwne i bez przegród, owalne lub jajowate, proste lub nieco wygięte askospory o rozmiarach 10 × 5 μm. Wiosną przenoszone przez wiatr dokonują infekcji pierwotnej. Od tego momentu grzyb staje się pasożytem. Na porażonych liściach, ogonkach liściowych, łodygach i strąkach w miejscu rozwoju grzybni tworzą się okrągłe plamy o średnicy do 3 mm i barwie od czerwonej do niemal czarnej. Patogen nie wytwarza zarodników konidialnych, infekcji wtórnej natomiast dokonują askospory powstałe na porażonych roślinach. Infekcja dokonywana jest głównie podczas wiatru i wilgotnej pogody. 

## Występowanie i siedlisko
Jest szeroko rozprzestrzeniony. Występuje w Europie, Północnej i Południowej Ameryce, Afryce, Azji, Australii i Nowej Zelandii.
Rozwija się tylko na lucernie.